# Kolpοs Palaiou - Όrmοs Eleftheron
Kolpοs Palaiou - Όrmοs Eleftheron este o arie protejată (arie specială de conservare — SAC, sit de importanță comunitară — SCI) din Grecia întinsă pe o suprafață de 1.202,01 ha, integral marine.

## Localizare
Centrul sitului Kolpοs Palaiou - Όrmοs Eleftheron este situat la coordonatele 40°50′12″N 24°19′12″E / 40.836543°N 24.320088°E.

## Înființare
Situl Kolpοs Palaiou - Όrmοs Eleftheron a fost declarat sit de importanță comunitară în august 1996 pentru a proteja 4 specii de animale. Situl a fost protejat și ca arie specială de conservare în martie 2011.

## Biodiversitate
Situată în ecoregiunea marină mediteraneană, aria protejată conține 3 habitate naturale: Bancuri de nisip acoperite în permanență slab de apă marină, Straturi cu Posidonia (Posidonion oceanicae), Recifuri.
La baza desemnării sitului se află mai multe specii protejate:
- mamifere (3): vidră de râu (Lutra lutra), marsuin (Phocoena phocoena), delfin mare (Tursiops truncatus)
- reptile (1): Chelonia mydas

Pe lângă speciile protejate, pe teritoriul sitului au mai fost identificate 3 specii de plante, 3 specii de mamifere, 1 specie de nevertebrate, 1 specie de reptile.